# (2746) ГисАО
(2746) ГисАО (лат. Hissao) — типичный астероид главного пояса, открыт 22 сентября 1979 года советским астрономом Николаем Черных в Крымской астрофизической обсерватории и 28 марта 1983 года назван в честь Гиссарской астрономической обсерватории.

## Обнаружение и именование
(2746) ГисАО
Открыт 22 сентября 1979 года в Научном Н. С. Черных.
Назван в честь входящей в состав Института астрофизики Академии наук Таджикской ССР в Душанбе Гиссарской астрономической обсерватории, известной своей исследовательской деятельностью по метеорам, кометам и малым планетам.
Оригинальный текст (англ.)2746 Hissao
Discovered 1979-09-22 by Chernykh, N. at Nauchnyj.
Named for the Hissar (Gissar) Astronomical Observatory, part of the Institute of Astrophysics of the Tadjik SSR Academy of Sciences in Dushanbe, famous for its research activities on meteors, comets and minor planets.
Источники: DISCOVERY.DB; M.P.C. 7786.

## Орбита

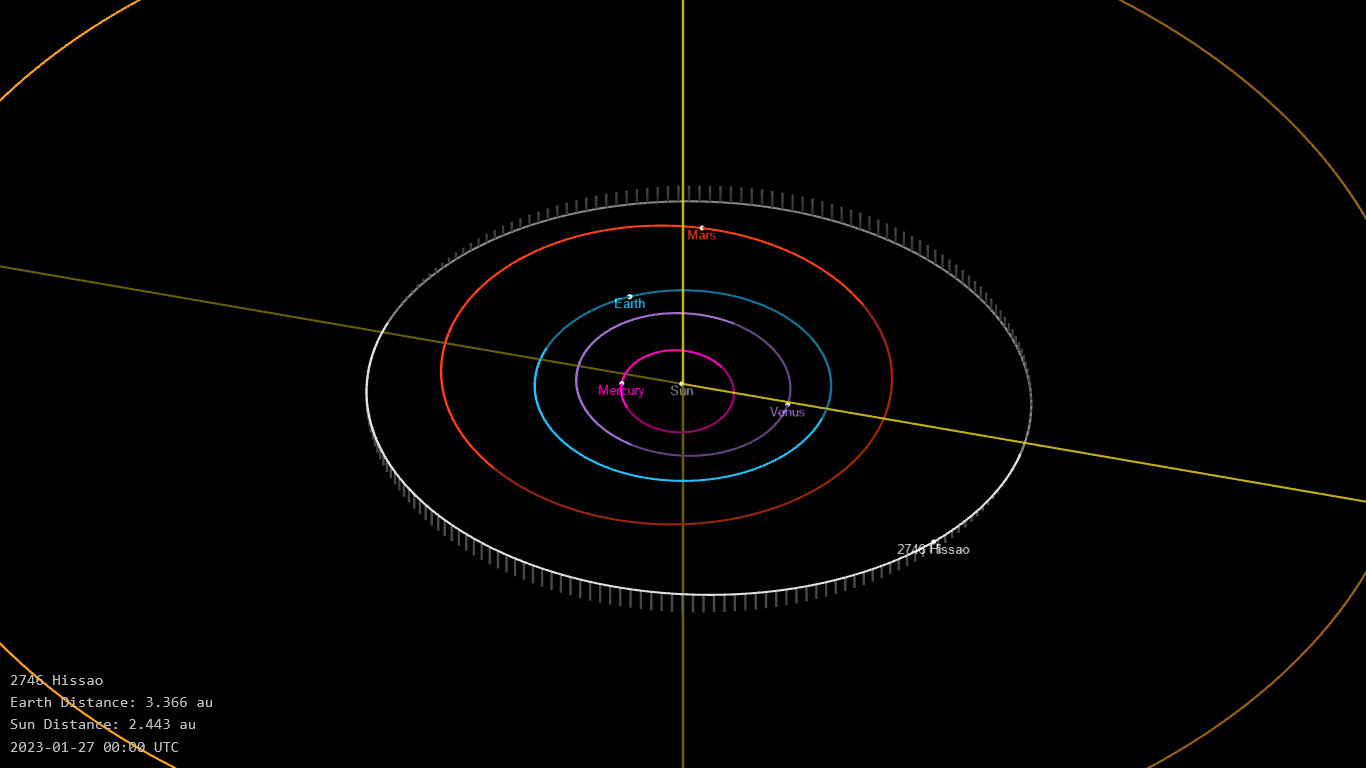
Орбита астероида ГисАО и его положение в Солнечной системе

## Физические характеристики
Из результатов второго этапа спектроскопической съёмки малых астероидов главного пояса (Small Main-belt Asteroid Spectroscopic Survey, SMASSII) следует, что астероид относится к таксономическому классу Sr, а из наблюдений системы Asteroid Terrestrial-impact Last Alert System — к классу C.
По результатам наблюдений в видимом и ближнем инфракрасном диапазоне космического телескопа NEOWISE диаметр астероида оценивался равным 5,30±1,37 км и 5,221±0,238 км. Согласно тем же источникам альбедо оценивается как 0,28±0,14 и 0,373±0,078.